# The Girl in the Glass Cage
The Girl in the Glass Cage è un film del 1929 diretto da Ralph Dawson. La sceneggiatura si basa sul romanzo omonimo di George Kibbe Turner pubblicato a New York nel 1927.
Anche se nei piani originali della casa di produzione - come riportava la rivista Variety - il film avrebbe dovuto essere tutto parlato, gran parte della pellicola fu girata in versione muta, venendo poi sonorizzata dalla Vitaphone con sequenze parlate e colonna sonora musicale.

## Trama
In una città operaia nello stato di New York, Gladys Cosgrove - che vive con lo zio John Cosgrove - vende biglietti alla cassa del teatro Elysium. Tra i frequentatori del posto vi sono Striker, il proprietario di uno speakeasy, con i suoi amici, Carlos e Sheik Smith, dei bulli che molestano la ragazza. Una sera, Gladys viene difesa da Terry Pomfret, ricco rampollo di buona famiglia che si innamora di lei. La madre di Terry cerca di mettere fine alla loro storia ma il giovane difende ancora Gladys frustando Smith che continua a importunarla. Quando il bullo viene trovato morto, la ragazza - credendo che il colpevole possa essere Terry - si autoaccusa del delitto. L'assassino, però, è suo zio Johnny che, prima di suicidarsi, uccide anche Striker. La famiglia di Terry alla fine accetta che il figlio e Gladys si sposino, facendo la loro felicità.

## Produzione
Il film fu prodotto dalla First National Pictures con il titolo di lavorazione The Girl in the Gilded Cage.

## Distribuzione
Distribuito dalla First National Pictures sia in versione muta che in versione sonorizzata in Mono con il sistema Vitaphone, il film - presentato da Richard A. Rowland - uscì nelle sale cinematografiche degli Stati Uniti il 23 giugno 1929. Il copyright del film, richiesto dalla First National Pictures, Inc., fu registrato l'8 luglio 1929 con il numero LP511.